# 真・三國無双 MULTI RAID 2
『真・三國無双MULTI RAID2』（しんさんごくむそう マルチレイドツー）は、コーエーから2010年3月11日に発売されたPlayStation Portable用のアクションゲームソフト。MULTI RAID（以下、マルチレイド）シリーズとしては3作目であり、前作・前々作からの続編である。
キャッチコピーは「その敵は、独りでは倒せない。」。

## 概要
前作同様、『一騎当千』がゲームベースである無双シリーズとしては異例のマルチプレイが売りの作品である。また、キャラクターの姿形を大幅に変える「真・無双覚醒」や人間離れした空中アクションなど、大胆なゲーム性も特徴。「始皇帝の復活」が物語の軸になっており、三国間の戦いというよりも三国（三国連合軍）VS始皇帝軍というオリジナル性の強いストーリーになっている。また、ストーリーは2つのルートに分岐するようになっている。三国志本来の道筋である「三国のうちいずれかが天下を統一」ではなく、「三国全てが共存」という展開で物語が進む。

## キャラクター
前作で登場したキャラクター（及び「Special」で追加された孟獲）に加え、『真・三國無双4』以降登場することのなかった姜維や大喬、シリーズ初登場となる蔡文姫、またストーリーで大きな鍵を握る人物である始皇帝などが登場。また、始皇帝に仕える項羽や黄泉や虞美人、穆王、黄泉の半身である西王母も登場。さらに無双OROCHI 魔王再臨及び無双OROCHI Zからは、伏犠・女媧・孫悟空・三蔵法師も登場するなど、かなりの大人数となる。前作のキャラの中で唯一呂布だけはキャラクター紹介に含まれていないが、紹介ムービーの「覇王編」で項羽と戦っている姿を見ることができ、覇王編のストーリー中盤以降から物語に加わる。

### 始皇帝軍の武将たち
本作の敵武将。始皇帝以外は隠しキャラクターとして転生可能、彼らは全員が始皇帝に従うわけではないが、それぞれの理由で三国連合軍と敵対する。
- 始皇帝（声：小山力也）

三国の闘気が集まったことで、世に復活した最初の皇帝。死者と魔獣の軍勢を率いて侵略を開始する。覇王編では項羽、妖仙編では西王母の悪しき半身「黄泉」と手を組む。自分以外のものは全て駒であるという思想の元、人命を物であるかのように弄び、目的のためならばどれほどの血が流れようとも意に介さない。また、三国連合軍と項羽や黄泉が戦っている戦場へ突如介入し、己の欲を満たすこともある。最初の姿は禍々しい容貌の老人だが、終章で若返り、最終的には巨大な怪物になった。しかし、力を結集した三国連合軍の前に力及ばず敗北、なおも執念で三国連合軍と戦おうとするも、英雄達の活躍により胸が裂け、消滅し、その飽くなき野心に遂に終止符が打たれた。
敵専用キャラクター（武将カードが入手可能）。瞬間移動や無数の衝撃波を同時に起こす攻撃など、プレイヤーキャラクターとはかけ離れた技を駆使して戦う。
なお、本作に登場する多くの始皇帝軍一般武将は、秦王朝と敵対関係にあった人物である。
- 項羽（声:田中一成）

武器：双刀
覇王編のみ登場。秦王朝を滅ぼした重要人物の一人であるが、始皇帝の手で虞美人と共に復活し、かつての夢「楚の再興」を果すために曹操の三国連合軍と敵対する。当初曹操の三国連合軍の烏合の衆の脆さと結束の弱さを見抜き、領土確保の為に各地に分散していた諸将の連携を一時的に断ち、曹操の三国連合軍を追い詰めたが、呂布の復活によって形勢が逆転、次第に追い詰められていき、垓下で曹操の三国連合軍と戦い、その局面での死は免れる（曹操には「さすが」と言わしめた）ものの、長安にて、曹操の三国連合軍と最終決戦を繰り広げ、死闘の末に敗北、最期は虞美人とともに散った。
覇王編の敵版項羽は常時覚醒状態で、覚醒前の彼は兜を被っていない 。
項羽軍一般武将は本来の項羽軍武将だけではなく、後に劉邦につく武将と、春秋と戦国の人物（楚以外の国を含む）もいる。
無双シリーズには本作以前にもPSPソフト『真・三國無双 2nd Evolution』に副将として登場している(姿はモブ巨漢で武器・モーションは呂布と同様)。
- 虞美人（声:今野宏美）

武器：大飛輪
覇王編のみ登場。項羽と共に復活した彼の愛姫、彼の為に戦にも出陣する。戦う理由が似てるためか、あるステージでは貂蝉との会話イベントが用意されており、項羽は呂布のために戦う貂蝉を見逃す場面があった。劣勢に陥った項羽を助けるため、始皇帝の力で強化され、覇王編3章以降は覚醒してプレイヤーの前に立ちはだかる。
最期は長安にて、項羽と共に散った。
項羽と始皇帝は彼女のことを「虞」と呼ぶ。
- 西王母・黄泉（声:塩山由佳）

武器：水晶
妖仙編のみ登場。本作は蜀の深山にいた女仙で、始皇帝軍によって善と悪の半身が分離され、その悪しき半身「黄泉」が西王母を探すため始皇帝軍と手を組み、劉備の三国連合軍と敵対する。穆王には姓名である楊回と呼ばれる。
妖仙編3章にて、西王母は諸葛亮によって発見、保護され、穆王と黄泉との対決とその結果（相打ち）、そして、穆王と黄泉の最期を看取った。
プレイヤー版は西王母として登場。彼女が覚醒すると黄泉の姿になる。
- 穆王（声:私市淳）

武器：三爪圏
妖仙編のみ登場。周王朝の5代目天子。本来は西王母が黄泉を止めるために彼を召喚したが、もう一人の楊回でもあった黄泉を守るため劉備たちと敵対する。
覇王編3章の虞美人のように、妖仙編3章以降は覚醒してプレイヤーの前に立ちはだかる。
妖仙編3章にて、劉備の三国連合軍に保護された西王母と再会、黄泉と一騎討ちを行い、相打ちとなる。最期は劉備達と西王母に看取られ、消滅した。

## 新システム
前作での覚醒に加え、武器を強化する武器オーバードライブというシステムが新たに追加された。武器を一時的に巨大化させ能力をアップさせる他、武器固有のアクション（前作における「スペシャル攻撃」）が使用可能になり、また敵の特殊能力を封じることができる。本作では時間経過や無双乱舞発動後も真・無双覚醒が解除されなくなった。
前作にあったアイテムストックは廃止され、覚醒ゲージを消費して「サポートスキル」を発動することにより仲間の体力を回復させる。一部の操作（ロックオン、受け身、全体号令）は複数用意された操作方法から選択可能だが、ボタンの割り振り自体を変更することはできない。
本作ではアドホックモードだけでなく、PlayStation Networkのアカウントを利用してオンライン環境下でのマルチプレイもできる。また、転生可能な武将を共闘武将として選択可能になり、シングルプレイでも共闘が可能になった（マルチプレイに移行する際は共闘武将は置いていくことになる）。マルチプレイを重ねることで「コミュニティポイント」が溜まり、特典と交換が可能。
本作品ではネットワーク機能を利用するためにPlayStation Networkで「インフラ利用権」を得る必要がある（発売日から一年以内に登録する必要があるとされていたが、その後期間が延長され期間超過後も登録可能となった）。また本作のダウンロードコンテンツはPlayStation Store経由でのダウンロードではなく、ソフト内のメニューからダウンロードする方式になっている。本作の追加クエストはダウンロードできる枠に制限があるため、枠を使い切ってしまった場合はクエストを上書きダウンロードして入れ替える必要がある。2010年7月22日をもって、追加コンテンツの内容更新が終了。2014年3月31日をもって追加コンテンツの配信自体が終了した。
条件を満たすことで、前作の合戦クエストのうち、各章の中で重要なクエストの一部を「回想」としてプレイすることが可能。また、更に別の条件を満たすことで「魔王再臨」クエストが受けられる。

## その他
サンディスクやUHA味覚糖など、外部企業とのコラボレーションも展開。その他オフラインイベントも発売前・発売後を含めて幾度か実施された。

## 真・三國無双 MULTI RAID 2 HD Version
本作をPlayStation 3用ソフトとしてPSPリマスター化した『真・三國無双 MULTI RAID 2 HD Version』が2012年7月26日（ダウンロード版は9月27日）に発売された。
基本特徴が他のPSPリマスター作品と同様だが、右スティックによるカメラ操作機能が追加され、全てのPSP版追加コンテンツが最初から「特典コンテンツ」で選択可能。